# Mirtha Vásquez
Mirtha Esther Vásquez Chuquilín (Cajamarca, 31 de marzo de 1975) es una docente, abogada y política peruana. Fue presidenta del Consejo de Ministros del Perú durante el gobierno de Pedro Castillo desde el 6 de octubre del 2021 hasta el 31 de enero del 2022. Fue también congresista de la república por Cajamarca durante el breve periodo 2020-2021 y ocupó el cargo de presidenta interina del Congreso de la República, de noviembre del 2020 a julio del 2021.

## Biografía
Nació en la ciudad de Cajamarca, el 31 de marzo de 1975.
Se licenció en Derecho en la Universidad Nacional de Cajamarca y obtuvo una maestría en Gerencia Social por la Pontificia Universidad Católica del Perú.

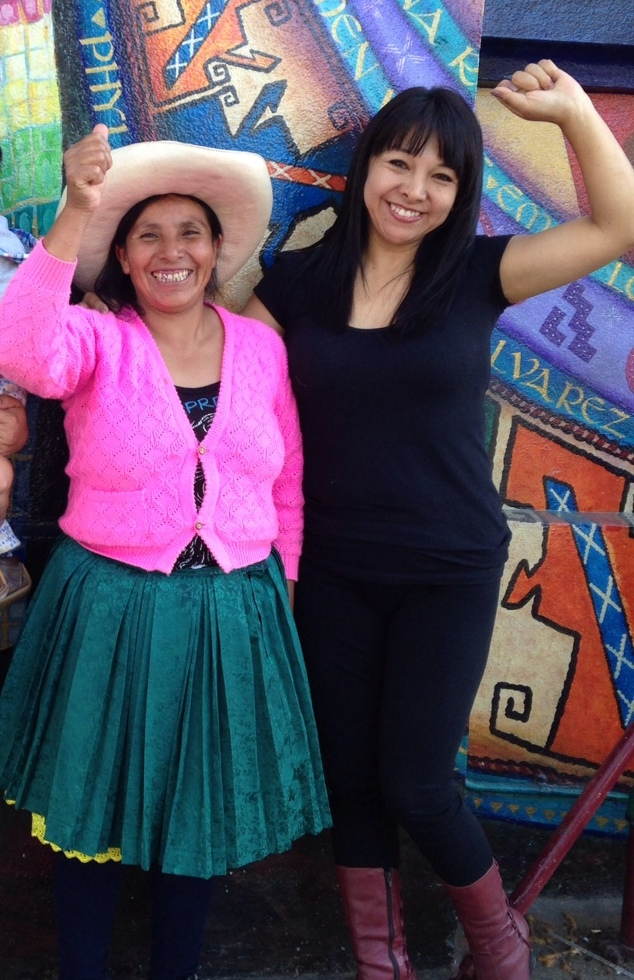
Vásquez junto a Máxima Acuña.

Ha sido docente de la Universidad Nacional de Cajamarca entre 2009 y 2019. Se ha desempeñado como abogada y secretaria ejecutiva de Grufides entre 2003 y 2019. También fue abogada en la Asociación Pro Derechos Humanos (Aprodeh) entre 2018 y 2019 e integró el Consejo Directivo de la Coordinadora Nacional de Derechos Humanos. Además, fue columnista de Noticias SER.

## Carrera política
Antes de ser congresista de la república, Vásquez era conocida por defender el caso de la campesina Máxima Acuña contra la minera Compañía de Minas Buenaventura. Por la defensa de unas lagunas, un litigio de protección ambiental conocido a nivel nacional e internacional.

### Congresista de la República
En las elecciones parlamentarias extraordinarias del 2020, Vásquez fue elegida congresista con 12 687 votos para representar al departamento de Cajamarca en el periodo parlamentario 2020-2021 del Congreso de la República del Perú.
Fue una de los solo 12 congresistas que presentaron su Declaración Jurada de Intereses ante la Contraloría General de la República, e incluso instó a sus colegas a hacerlo porque era importante, necesario y «saludable». En abril de 2020, Vásquez fue elegida, por unanimidad, presidenta de la Comisión de Inclusión Social y Personas con Discapacidad del Congreso. Ella se comprometió a trabajar por las personas en situación de pobreza afectadas por la crisis sanitaria causada por la pandemia de COVID-19. Además, Vásquez fue vicepresidenta de la Comisión de Ética Parlamentaria instalada en junio de 2020.
Vásquez rechazó la eliminación de la inmunidad parlamentaria porque consideró que solo debería ser reformada. Propuso un proyecto de ley para eliminar el financiamiento de empresas en campañas políticas porque, según ella, permitiría «disminuir los incentivos y el riesgo de que la captación económica del poder político se materialice como lo ocurrido con el caso Lava Jato». Presentó un proyecto de ley que buscaba modificar el artículo 149 de la Constitución Política del Perú para fortalecer la labor de las rondas campesinas en el Perú y generar «mecanismos de protección legal frente a la criminalización que han sufrido durante varios años». Vásquez propuso declarar al Perú en emergencia alimentaria mediante un proyecto de ley que buscaba, entre otros, apoyar a las ollas comunes y a la agricultura familiar.
En septiembre de 2020, Vásquez fue denunciada por el también congresista Robinson Gupioc Ríos por solicitar que se reconsidere la votación que archivó el caso del congresista José Luna Morales en la Comisión de Ética Parlamentaria.
Vásquez fue una de los 19 congresistas que votaron en contra de la vacancia contra Martín Vizcarra. Consideró que no era la forma para afrontar las denuncias de Vizcarra por presuntos actos de corrupción, ni «la salida más eficiente» a la crisis política porque la vacancia podría ser aprovechada por «grupos políticos muy cuestionados» que asumirían el poder.

#### Presidenta interina del Congreso

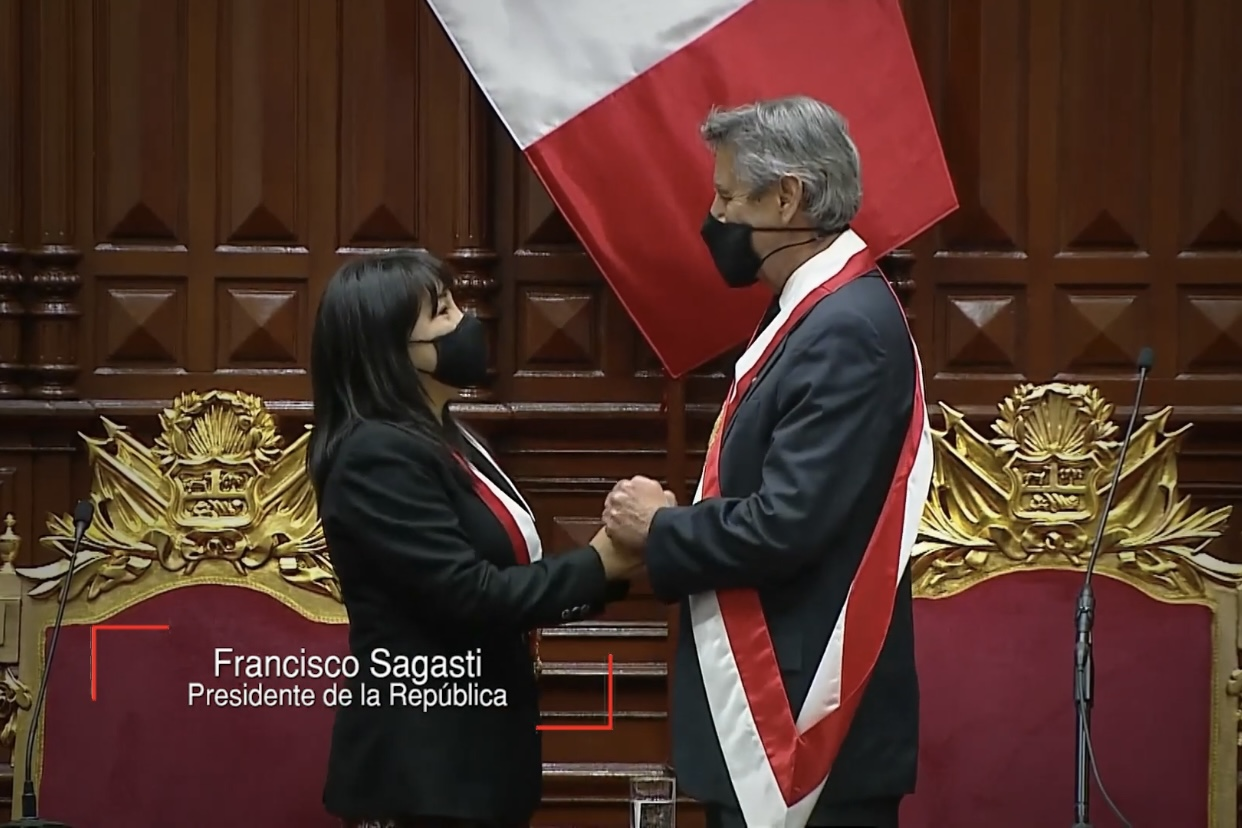
Vásquez juramentado a Sagasti.

Tras la renuncia de Manuel Merino a la presidencia de la república, fue elegida primera vicepresidenta del Congreso como parte de la lista encabezada por Francisco Sagasti. Y, al jurar Sagasti como nuevo jefe de Estado, ella asumió la presidencia del Congreso de manera interina, para completar el periodo parlamentario 2020-2021.

### Presidenta del Consejo de Ministros

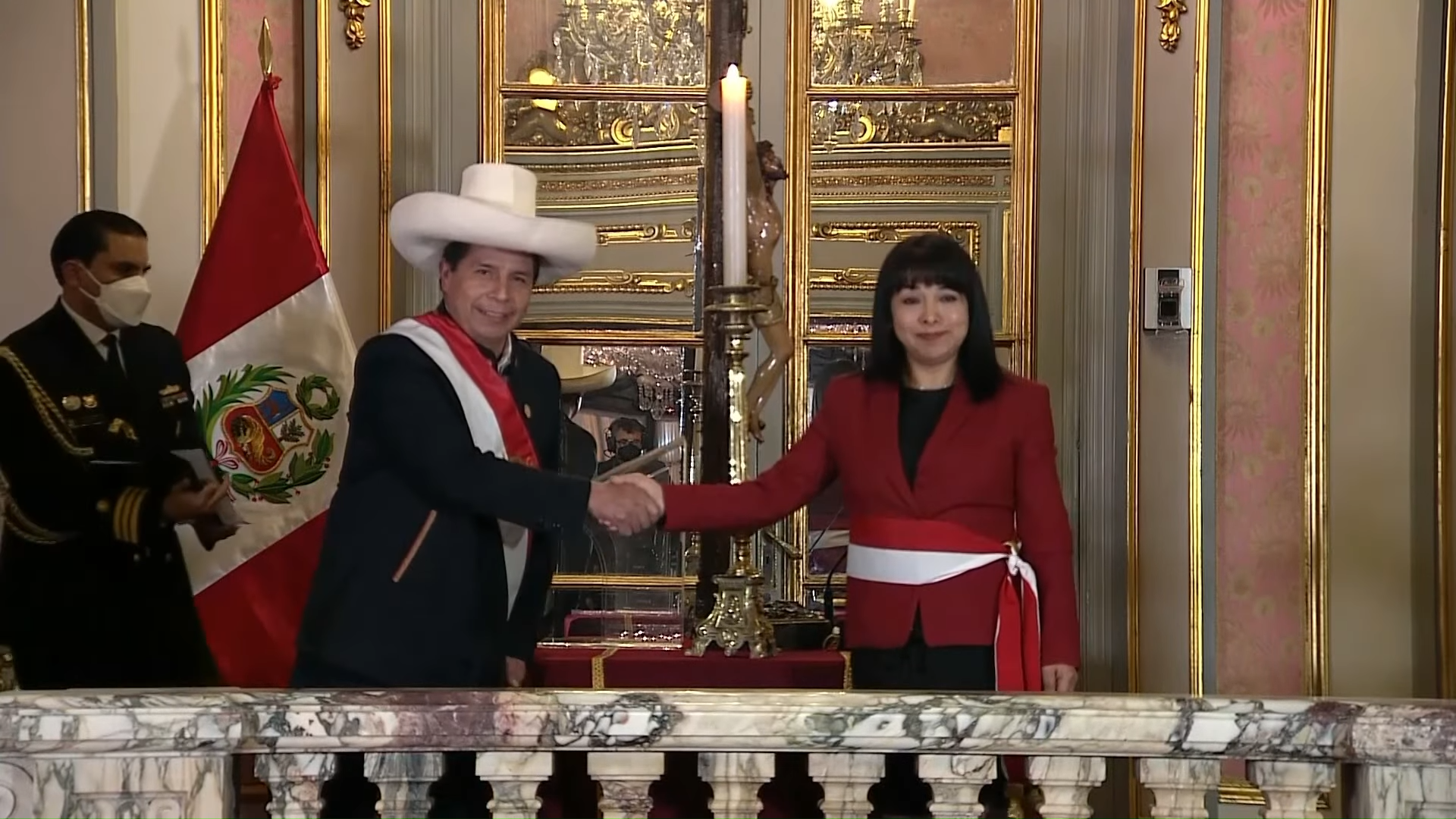
Castillo juramentando a Vásquez.

Vásquez fue designada presidenta del Consejo de Ministros el 6 de octubre de 2021, tras la renuncia de Guido Bellido, solicitada por el presidente Castillo. Junto a Guido Bellido renunciaron siete de los diecinueve ministros del Consejo.
El gabinete liderado por Vásquez pasó a tener cinco mujeres en lugar de las dos que tenía el saliente encabezado por Bellido. La bancada de Perú Libre se mostró en contra de los cambios ministeriales y los calificó como una «traición a todas las mayorías»; su vocero, Waldemar Cerrón, dijo que no apoyarían al gabinete Vásquez, pero que no serían obstruccionistas y seguirían «trabajando por el bien del país».
Tras casi cuatro meses de su designación, el 31 de enero de 2022 presentó su carta de renuncia de manera oficial al presidente Pedro Castillo. Entre sus motivos, alegó la «imposibilidad de lograr consenso en beneficio del país». Previamente, Castillo había anunciado la renovación total de su gabinete.